# مركز دبي
المركز الثقافي السني، دبي ويسمى أيضًا مركز دبي هو مركز ديني وثقافي لجامعة مركز الثقافة السنية الإسلامية  في دبي، الإمارات العربية المتحدة. افتتح المركز في 22 أبريل 2010، تحت إشراف دائرة الشؤون الإسلامية والعمل الخيري في دبي، ويهدف المركز إلى تقديم مجموعة متنوعة من الخدمات لأفراد الجالية المسلمة.

## معلومة
مركز دبي هو مركز تعليمي لأولئك الذين يرغبون في زيادة معرفتهم بالمبادئ الإسلامية والقيم الثقافية، وبالتالي يعتزم تعزيز البنية الاجتماعية للمجتمع. يقدم المركز الاستشارات والدعم في جميع مجالات الحياة الأسرية، بما في ذلك الاستشارات قبل الزواج والزواج، وعقود الزواج، وتربية الأطفال. كما يستضيف المركز فعاليات خيرية واجتماعية، مثل الاجتماعات وحملات التبرع بالدم.
ومن الأعضاء المؤسسين للمركز: د. حمد بن الشيخ أحمد الشيباني، مدير عام دائرة الشؤون الإسلامية والعمل الخيري بدبي، الشيخ أبو بكر أحمد، مدير المركز، الفريق الركن. ضاحي خلفان تميم، رئيس الأمن العام في دبي، د. م. ح. أزهري، مدير عام المركز، د. عمر محمد الخطيب، مدير تنفيذي لقطاع الشؤون الإسلامية، د. عادل جمعة مطر، رئيس دائرة الشؤون الإسلامية. دائرة المؤسسات ومحمد عبد الله الحاج الزرعوني رئيس الهلال الأحمر الإماراتي.

## أنظر أيضا
- مسجد شهر مبارك الكبير
- مركز صقوافاثي السنية